# Aegakotcheising
Aegakotcheising (Agakachiwing, Aegakötchëising), selo Ottawa Indijanaca koje se 1851. nalazilo u Michiganu, ali točna lokacija nije poznata. Spominje ga Schoolcraft u Ind. Tribes (i, 478, 1851), a prema njemu nalazilo se na istom lokalitetu gdje i sela L'Arbre Croche, Village of the Cross, Middle Village i Cheboigan. 
Iste te godine imao je 48 stanovnika.